# Livin' Thing
«Livin' Thing» es una canción del grupo británico Electric Light Orchestra, publicada en el álbum de estudio A New World Record (1976). La canción, compuesta por Jeff Lynne, fue también publicada como el primer sencillo del álbum.
La canción contó con la colaboración en los coros de Patti Quatro y Brie Brandt, miembros de Fanny, aunque no recibieron acreditación en el álbum. En agosto de 2006, «Livin' Thing» alcanzó el primer puesto en «Guilty Pleasure Single of All Time», una lista elaborada por la revista Q para celebrar discos fuera de moda pero excelentes y que recibieron considerable publicidad.
La canción apareció en la banda sonora de las películas Boogie Nights (1997), Tjenare Kungen (2005), Chaos Theory (2005),  Hunky Dory (2011) y en el videojuego de Guardianes de la Galaxia de Telltale games (2017).
En 2012, Lynne regrabó la canción y publicó una nueva versión en Mr. Blue Sky: The Very Best of Electric Light Orchestra, un recopilatorio con regrabaciones de canciones de la ELO.
En 2004, The Beautiful South versionaron la canción para el álbum Golddiggas, Headnodders and Pholk Songs. La versión alcanzó el puesto 24 de la lista UK Singles Chart.

## Posición en listas
| País                    | Lista                       | Posición |
| ----------------------- | --------------------------- | -------- |
| Australia               | Kent Music Report           | 2        |
| Austria                 | Ö3 Austria Top 40           | 3        |
| Bélgica (Región Valona) | Ultratop 200 Albums         | 8        |
| Canadá                  | RPM Top Singles             | 8        |
| Francia                 | SNEP                        | 5        |
| Irlanda                 | Irish Singles Chart         | 6        |
| Países Bajos            | Dutch Top 40                | 6        |
| Nueva Zelanda           | New Zealand Music Chart     | 4        |
| Sudáfrica               | South African Singles Chart | 1        |
| Suecia                  | Swedish Albums Chart        | 17       |
| Reino Unido             | Official Charts Company     | 4        |
| Estados Unidos          | Billboard Hot 100           | 13       |
| Estados Unidos          | Cash Box Top 100 Singles    | 10       |
| Estados Unidos          | Record World Singles        | 10       |
| Estados Unidos          | Billboard Year-End          | 77       |
| Estados Unidos          | American Top 40 Year-End    | 79       |